# Várady Ferenc (újságíró)
Sárosi és karácsonyi Várady Ferenc (Kaposvár, 1860. július 23. – Budapest, 1945. január 27.) megyei levéltárnok, költő és hírlapíró.

## Élete
Várady Ferenc úrbéri törvényszéki tanácsos, majd megyei főügyész és Kazy Lujza fia. Tanulmányait Pécsett a cisztercita-rend főgimnáziumában végezte, ahol Verbőczy István felismerve költői tehetségét, különös gondot fordított kiképzésére; már ekkor irogatott verseket és elbeszéléseket, melyek nyomtatásban is megjelentek. 1880 őszén végezve az egy évi katonai szolgálatot, a hírlapírói pályára lépett és a Pécsi Figyelő politikai hetilap belső munkatársa lett; 1884-től 1890 tavaszáig szerkesztette is a lapot. Időközben Veréb Jankó cím alatt képes élclapot alapított és szerkesztett. Részt vett a magyar hírlapíróknak Budapesten tartott országos kongresszusán. Szerkesztette a Pécsett 1886-ban tartott országos dalünnep Emléklapját, az 1888. évi pécsi általános műipar-, termény- és állatkiállítás hivatalos közlönyét, a Kiállítási Értesítőt és az ugyanezen évben megjelent Négy vasárnap címmel megjelent illusztrált emlékalbumot. Részt vett a közélet mozgalmaiban. Rendezője volt az 1886. évi pécsi kiállításnak. Az 1888. évi általános kiállítás alkalmával díszoklevéllel tüntették ki. A pécsi dalárda emlékoklevéllel ajándékozta meg. Nagy barátja volt a színészetnek és mint műkedvelő 27 színdarabban játszott. Különös előszeretettel foglalkozott az ornitológiával. Nagy élő madárgyűjteménye volt, mely az országban elsőrangúnak számított. Több évtizeden keresztül minden szabadidejét az állatvilág elméleti, gyakorlati és tapasztalati megismerésére fordította; gyűjtötte az élőállatokat; gyűjteménye százat meghaladó fajban, több mint ezer élő hazai és exotikus madarak, majmok, japán halak, kaméleonok, indiai kígyók, aligátorok példányából állt. Állataival több külföldi kiállításon díjakat is nyert. A székesfőváros az állatkert számára gyűjteményének nagy részét megvásárolta. Az 1891-ben Budapesten tartott II. nemzetközi madártani kongresszuson részt vett és az élőmadár-kiállítás szakbizottsága megválasztotta tagjának. A hírlapírói pályától megválva, 1890 tavaszán Baranya vármegye levéltárnokává neveztetett ki és emellett a hírlapirodalmat se hanyagolta el; több helyi és fővárosi lapnak külső munkatársa lett. Az 1892. évi választások alkalmával képviselőjelölt is volt, de megbukott. 1920-ban Budapestre tette át lakását.
Irodalmi munkálatait, cikkeit, tárcáit, költeményeit a következő hírlapok közölték: Pécsi Lapok, Pécsi Hirlap, Pécsi Figyelő, Pécs, Mohács és Vidéke, Siklós és Vidéke, Somogy, Kaposvári Közlöny, Zalai Közlöny, Székesfehérvár és Vidéke, Vasmegyei Közlöny, Pozsonyi Lapok, Veszprémi Független Hirlap, Újvidéki Hirlap, Magyar Népbarát, Budapest, Képes Családi Lapok (1884., 1892. költ.) és Ország-Világ (1894-95. költ.)
Pécs város sajtó-díját róla nevezték el.

## Munkái
- Versei. Pécs, 1879.
- Ujabb költemények. Uo. 1880.
- Tavaszom virágai. Uo. 1882. (Költemények).
- Rímek és prózák. Uo. 1883.
- Lant. Uo. 1884.
- Tövisek. Uo. 1886. (Költ.).
- Emlékül. Uo. 1889. (Költ.).
- Rokonok. Uo. 1890.
- Hulló levelek. Uo. 1892. (Költ. Ism. Vasárnapi Ujság 40. sz.).
- Karczolatok Uo. 1898.
- Terefere. Karczolatok. Uo. 1902.
- Röptében. Karczolatok. Uo. 1904.
- Versei. Uo. 1906. (Ism. Vasárnapi Ujság 34. sz.).
- Milliók csatája. Versek, Pécs, 1914.
- Forgószelek. Novellák, Pécs, 1925.
- Elmúlt idők, dalos évek… Versek, Budapest, 1935.

Szerkesztette és kiadta: Baranya multja és jelenje, térképpel, arczképekkel és képekkel Pécsett 1896, 1898. Két kötet.

## Álnevei
Kis reporter, Jankó, Pityi Palkó. (Pécsi Figyelőben, Veréb Jankóban és több más hírlapban).